# 埃里斯維爾

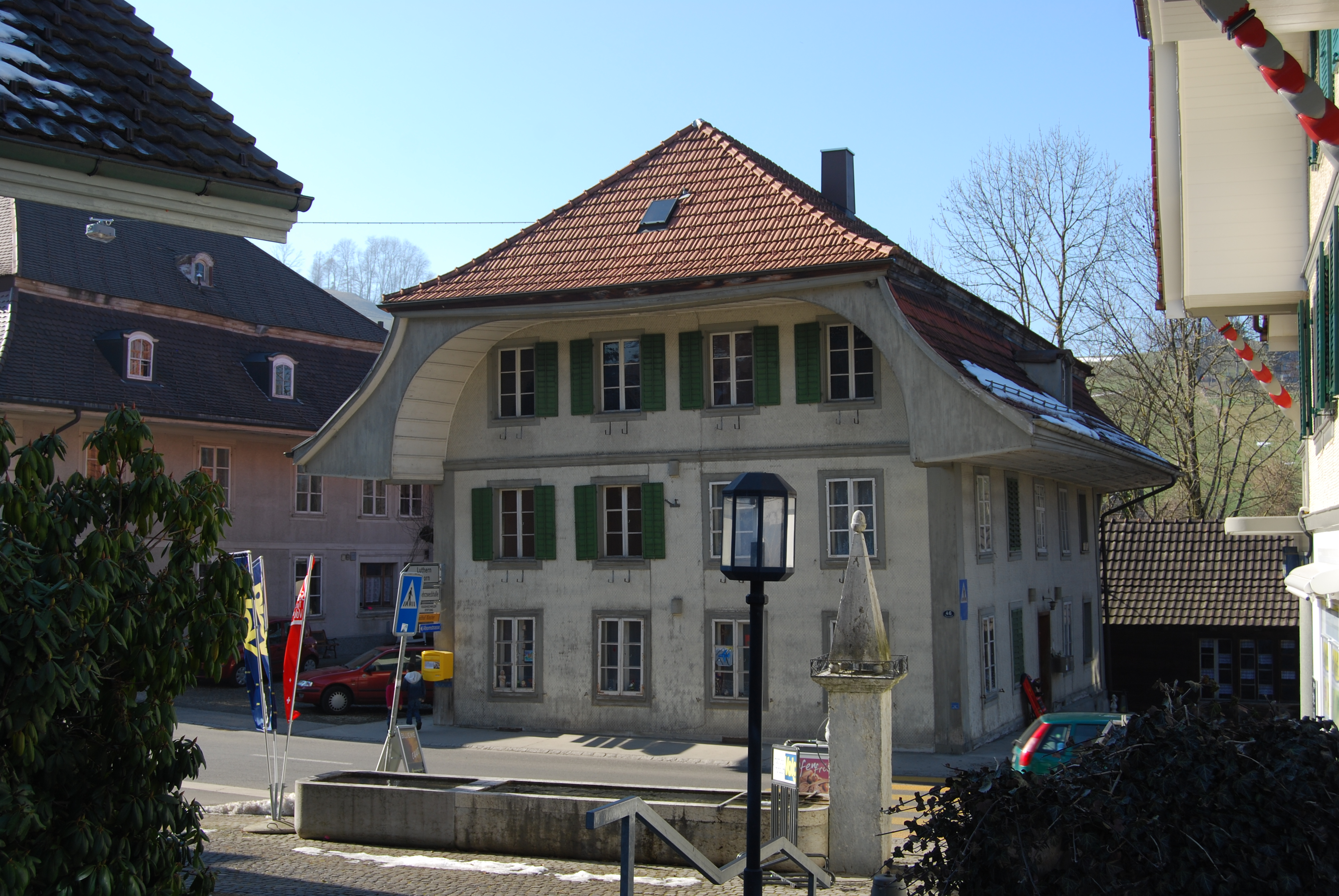

埃里斯維爾是瑞士的城鎮，位於該國中西部，由伯恩州負責管轄，面積11.36平方公里，七成土地是農業用地，海拔高度740米，2011年人口1,348，人口密度每平方公里119人。

## 外部連結
- Official website of the municipality （页面存档备份，存于） （德文）